# Lauxania chlorogastra
Lauxania chlorogastra är en tvåvingeart som beskrevs av Friedrich Hermann Loew 1862. Lauxania chlorogastra ingår i släktet Lauxania och familjen lövflugor. Inga underarter finns listade i Catalogue of Life.